# Gerhard Clages
Gerhard Adalbert Julius Clages (* 26. Juni 1902 in Braunschweig; † 15. Oktober 1944 in Budapest) war ein deutscher SS-Hauptsturmführer, Chef des SD-Auslandsnachrichtendienst in Budapest und Leiter der Zerstörung von Ležáky.

## Leben
Clages war mit Johanna Henning (* 1. März 1903 in Blankenburg) verheiratet. Er trat zum 1. April 1932 der NSDAP bei (Mitgliedsnummer 1.058.279) und zum 23. April 1934 der SS (SS-Nummer 191.549). Er starb bei einer Aktion in Ungarn und wurde postum zum Hauptsturmführer ernannt.
Manchmal wird er als Otto Klages geführt.